# Saison 7 de Buffy contre les vampires
Chronologie
Saison 6 et Saison 3 d'Angel Saison 5 d'Angel
La saison 7 de Buffy contre les vampires est composée de 22 épisodes. Elle raconte l'histoire de Buffy Summers, depuis l'entrée de Dawn Summers au nouveau lycée de Sunnydale jusqu'au combat final de la Tueuse et de ses amis contre la Force.

## Évènements principaux
Plusieurs mois après avoir sauvé le monde, les vacances d'été sont terminées. Dawn entre au nouveau lycée de Sunnydale, récemment reconstruit. Buffy y est engagée comme conseillère par le nouveau principal Robin Wood. Le jour de la rentrée, Buffy sauve Dawn de fantômes et retrouve un Spike profondément perturbé vivant caché dans le sous-sol. Ressentant toutes les souffrances qu'il a causées pendant des décennies, le vampire est rongé par les remords depuis la récupération de son âme, et tente d'apprendre à vivre avec. Lorsque Buffy découvre que le vampire est doté d'une âme, elle le revoit régulièrement, malgré ses propres doutes et les réticences de ses amis. 
Buffy continue également ses activités de Tueuse de vampires, aidé de Dawn et Alex, mais aussi de Willow, après son retour d'une cure de plusieurs mois en Angleterre au côté de Giles et d'une confrérie de sorcières. Elle se refuse cependant à trop utiliser la magie. Lors d'une de ses missions, Buffy est confrontée à Anya, dont les activités de démon vengeur causent la mort de plusieurs personnes, et qui, rongée par le remord, redevient finalement humaine. 
Une nuit, Buffy converse avec un vampire et apprend que ce dernier aurait été engendré par Spike, chose normalement impossible compte tenu de la puce implantée par l'Initiative. La même nuit, Dawn, Willow et Andrew sont tous les trois tourmentés par une mystérieuse entité immatérielle. Cette dernière prend la forme de Joyce pour Dawn et de Cassie Newton (une jeune fille au pouvoir de précognition décédée quelque temps auparavant) pour Willow. Elle est finalement repoussée après que chacun des deux aient découvert la supercherie. En parallèle, Jonathan et Andrew, de retour du Mexique, se rendent dans les sous-sols du lycée de Sunnydale pour y déterrer le sceau de Danzalthar. Alors que Jonathan souhaite le détruire, l'entité, apparue à Andrew sous la forme de Warren, le pousse à tuer son camarade pour ouvrir le sceau. 
En enquêtant sur Spike avec ses amis, Buffy découvre que le vampire en a engendré d'autres et assassiné plusieurs personnes sans en avoir conscience. Comprenant qu'il est tourmenté et manipulé par une mystérieuse entité qui se joue d'eux, la Tueuse décide de l'aider, et l'accueille chez elle, non sans le garder prisonnier et sous surveillance. Après l'avoir trouvé par hasard, Willow ramène également Andrew chez Buffy. Le jeune homme apprend aux autres l'existence du sceau, les informe de ce qu'il a fait à Jonathan et que le sang de ce dernier n'a pas suffi à l'ouvrir. Le groupe devine ensuite que la cause des actions de Spike est un stimulus qui, sous la forme d'une chanson, le contrôle, ce qui le pousse à commettre des actes dont il ne conserve aucun souvenir. La maison des Summers est ensuite attaquée par un groupe d'hommes aveugles, vêtus de capes noires et armés de couteaux et qui enlève le vampire. Buffy comprend alors avoir affaire à La Force (Le Soleil de Noël). Peu de temps après, Giles fait son retour à Sunnydale accompagné de trois jeunes Tueuses Potentielles, Kennedy, Molly et Annabelle, qui s'installent chez les Summers. 
Giles révèle aux autres que les hommes responsables de l'enlèvement de Spike s'appellent les Bringers, des serviteurs de La Force. Ils ont, au cours des derniers mois, assassinés un très grand nombre de Tueuses Potentielles dans le monde entier. Si La Force existe depuis la nuit des temps, la résurrection de Buffy et la perturbation de la lignée des Tueuses s'en étant suivie l'a décidé à tenter de s'emparer de la Terre. Il leur apprend également que la Force s'est débarrassée de l'Ordre des Observateurs en faisant exploser une bombe dans le quartier général de l'Ordre, tuant tous les membres du Conseil. Le groupe décide donc de sauver la vie d'autant de Tueuses potentielles que possible en les accueillant chez les Summers et en les préparant à affronter La Force. Buffy est alors confrontée à un Turok-Han, un vampire originel, plus puissant qu'un vampire normal, invoqué après avoir versé le sang de Spike sur le sceau. Après un affrontement acharné, Buffy tue le vampire et délivre Spike après plusieurs semaines de tortures. La Force décide alors de rassembler autant de Turok-Han que possible avant de lancer son attaque.
Dans les mois qui suivent, Buffy forme les Tueuses Potentielles au combat, aidé de Spike. Grâce à l'aide du gouvernement, elle fait retirer à Spike sa puce alors qu'elle menaçait de le tuer, à la grande inquiétude de Giles. Elle trouve également un nouvel allié en la personne du proviseur Wood, fils de Nikki Wood, une Tueuse assassinée par Spike en 1977. Lorsqu'il le découvre, il tente, avec la complicité de Giles, de tuer le vampire, sans succès, Spike arrivant même à surmonter son stimulus. Entretemps, Willow commence une relation amoureuse avec Kennedy, surmontant la mort de Tara et apprenant peu à peu à utiliser la magie sans devenir mauvaise. Après un bref passage à Los Angeles pour aider Angel, la jeune femme décide de ramener Faith à Sunnydale pour se joigne à leur combat contre la Force. Malgré quelques tensions, la seconde Tueuse est acceptée au sein de l'équipe. Au même moment, Buffy et ses amis sont confrontés à l'arrivée de Caleb, un prêtre extrêmement puissant et bras droit à la Force. Lors d'une attaque menée par la Tueuse sur le quartier général de Caleb, plusieurs Potentielles sont tuées, et Buffy, Faith et Spike sont vaincus par le prêtre, qui fait perdre à Alex l'usage d'un œil. Alors que les habitants de Sunnydale, anticipant la future catastrophe, quittent la ville jusqu'à ce qu'elle soit déserte, cette défaite pousse le groupe à évincer Buffy de son poste de leader. Remplacée par Faith, elle redevient cheffe du groupe peu de temps après, grâce au soutien de Spike. 
Après une confrontation avec Caleb, Buffy récupère une faux magique, qu'elle découvre avoir été forgé par un ordre ancien pour permettre à la Tueuse de vaincre les forces du mal. Avec l'aide d'Angel, brièvement de passage à Sunnydale, elle arrive à tuer définitivement le prêtre. Le vampire est ensuite chargé par Buffy de créer une seconde ligne de défense en cas de victoire de la Force à Sunnydale. Angel repart, non sans remettre à la Tueuse une amulette censée être une force purificatrice portée par un champion non humain et pourvu d'une âme. Elle donne ensuite cette amulette à Spike. Une conversation avec la Force, venue la tourmenter, donne finalement à Buffy une idée pour vaincre la source du Mal. La Tueuse décide, avec Faith, Spike et les Potentielles, d'ouvrir le sceau et de descendre dans la Bouche de l'Enfer y affronter la Force et son armée de Turok-Han, pendant qu'Alex, Dawn, Giles, le proviseur Wood, Andrew et Anya gardent les couloirs du lycée, pour éviter que des vampires n'atteignent la surface. Lors du combat final, Willow, conformément au plan de Buffy, exécute un rituel pour libérer l'essence de la faux et la transmettre à toutes les Tueuses Potentielles à travers le monde, les activant toutes pour en faire des Tueuses à part entière. Alors que des Potentielles et Anya sont tuées pendant le combat, Spike, utilisant l'amulette, décide de se sacrifier pour fermer et détruire la Bouche de l'Enfer, ce qui détruit Sunnydale. Fuyant à bord d'un bus scolaire, les survivants ne quittent la ville qu'in extremis. Entouré de Willow, Alex, Giles, Dawn, Faith et les autres, Buffy contemple le cratère formé en lieu et place de Sunnydale, signe de la fermeture de la Bouche de l'Enfer, de leur victoire contre le Mal et du sauvetage du monde. Lorsque Willow et Dawn demandent à Buffy ce qu'ils doivent faire maintenant, la jeune femme, réalisant qu'elle n'a plus la responsabilité de porter seule le poids du monde sur ses épaules, et qu'elle peut à présent espérer avoir une vie un peu plus normale, esquisse un sourire. 

## Personnages

### Personnages principaux
- Sarah Michelle Gellar (VF : Claire Guyot) : Buffy Summers
- Nicholas Brendon (VF : Mark Lesser) : Alexander Harris (21 épisodes)
- Emma Caulfield (VF : Marine Boiron) : Anya Jenkins (19 épisodes)
- Michelle Trachtenberg (VF : Chantal Macé) : Dawn Summers
- James Marsters (VF : Serge Faliu) : Spike
- Alyson Hannigan (VF : Virginie Ledieu) : Willow Rosenberg

### Personnages secondaires
- Tom Lenk (VF : Laurent Morteau) : Andrew Wells (15 épisodes)
- D. B. Woodside (VF : Thierry Desroses) : Robin Wood (14 épisodes)
- Anthony Stewart Head (VF : Nicolas Marié) : Rupert Giles (13 épisodes)
- Iyari Limon (VF : Alexandra Garijo) : Kennedy (13 épisodes)
- Sarah Hagan (VF : Fily Keita) : Amanda (10 épisodes)
- Indigo (VF : Barbara Beretta) : Rona (8 épisodes)
- Felicia Day (VF : Catherine Desplaces) : Vi (8 épisodes)
- Eliza Dushku (VF : Sophie Riffont) : Faith (5 épisodes)
- Nathan Fillion (VF : Tanguy Goasdoué) : Caleb (5 épisodes)
- Adam Busch (VF : Marc Saez) : Warren Mears (La Force) (5 épisodes)
- Clara Bryant (VF : Véronique Piccioto) : Molly (5 épisodes)
- Kristy Wu : Chao-Ahn (5 épisodes)
- Danny Strong (VF : Sébastien Desjours) : Jonathan Levinson (4 épisodes)
- Juliet Landau (VF : Dorothée Jemma) : Drusilla (La Force) (3 épisodes)
- Dania Ramirez (VF : Caroline Lallau) : Caridad (3 épisodes)
- David Boreanaz (VF : Patrick Borg) : Angel (2 épisodes)
- Kali Rocha (VF : Véronique Alicia) : Halfrek (2 épisodes)
- Azura Skye (VF : Marie-Laure Dougnac) : Cassie Newton (2 épisodes)
- Kristine Sutherland (VF : Danièle Douet) : Joyce Summers (La Force) (2 épisodes)
- Lalaine (VF : Céline Ronté) : Chloé (2 épisodes)
- Elizabeth Anne Allen (VF : Laura Préjean) : Amy Madison (1 épisode)
- Harris Yulin (VF : Philippe Ogouz) : Quentin Travers (1 épisode)

## Équipe de production
| - David Solomon : 5 épisodes - James A. Contner : 3 épisodes - David Grossman : 2 épisodes - Nick Marck : 2 épisodes - Michael Gershman : 2 épisodes - Marita Grabiak : 2 épisodes - Joss Whedon : 1 épisode - Rick Rosenthal : 1 épisode - Alan J. Levi : 1 épisode - Douglas Petrie : 1 épisode - David Fury : 1 épisode - Michael Grossman : 1 épisode | - Jane Espenson : 6 épisodes (dont 3 en collaboration) - Drew Goddard : 5 épisodes (dont 2 en collaboration) - Douglas Petrie : 4 épisodes (dont 2 en collaboration) - Rebecca Rand Kirshner : 3 épisodes - Drew Z. Greenberg : 3 épisodes - David Fury : 3 épisodes (dont 2 en collaboration) - Joss Whedon : 2 épisodes - Marti Noxon : 1 épisode en collaboration |

## Épisodes

### Épisode 1:Rédemption
- États-Unis : 24 septembre 2002 sur UPN
- France : 
  - 16 mai 2003 sur Série Club
  - 27 décembre 2003 sur M6

- Anthony Stewart Head (Rupert Giles)
- D. B. Woodside (Robin Wood)
- Kali Rocha (Halfrek)
- Alexandra Breckenridge (Kit Holburn)

- Dernière apparition de Mark Metcalf qui interprétait le rôle du Maître.
- Dernière apparition de George Hertzberg qui interprétait le rôle de Adam.
- Dernière apparition de Clare Kramer qui interprétait le rôle de Gloria.

### Épisode 2:Démons intérieurs
- États-Unis : 1er octobre 2002 sur UPN
- France : 
  - 16 mai 2003 sur Série Club
  - 3 janvier 2004 sur M6

- Anthony Stewart Head (Rupert Giles)
- D. B. Woodside (Robin Wood)
- Kaarina Aufranc (Nancy)

### Épisode 3:Vice versa
- États-Unis : 8 octobre 2002 sur UPN
- France : 
  - 30 mai 2003 sur Série Club
  - 10 janvier 2004 sur M6

- Camden Toy (Narl)

### Épisode 4:La Prédiction
- États-Unis : 15 octobre 2002 sur UPN
- France : 
  - 30 mai 2003 sur Série Club
  - 17 janvier 2004 sur M6

- Azura Skye (Cassie Newton)
- D. B. Woodside (Robin Wood)
- Sarah Hagan (Amanda)
- Zachery Ty Bryan (Peter Nichols)
- Glenn Morshower (M. Newton)
- Rick Gonzalez (Tomas)
- Kevin Christy (Josh)
- Anthony Harrell (Matthew)
- Jarrett Lennon (Martin Wilder)

### Épisode 5:Crise d'identité
- États-Unis : 22 octobre 2002 sur UPN
- France : 
  - 6 juin 2003 sur Série Club
  - 17 janvier 2004 sur M6

- Kali Rocha (Halfrek)
- Andy Umberger (D'Hoffryn)
- Abraham Benrubi (Olaf)
- Joyce Guy (le professeur d'université)
- Jennifer Shon (Rachel)

### Épisode 6:Folles de lui
- États-Unis : 5 novembre 2002 sur UPN
- France : 
  - 6 juin 2003 sur Série Club
  - 24 janvier 2004 sur M6

- Thad Luckinbill (R.J. Brooks)
- D. B. Woodside (Robin Wood)
- Brandon Keener (Lance Brooks)

### Épisode 7:Connivences
- États-Unis : 12 novembre 2002 sur UPN
- France : 
  - 13 juin 2003 sur Série Club
  - 24 janvier 2004 sur M6

- Tom Lenk (Andrew Wells)
- Danny Strong (Jonathan Levinson)
- Adam Busch (Warren Mears)
- Kristine Sutherland (Joyce Summers)
- Azura Skye (Cassie Newton)
- Jonathan M. Woodward (Holden Webster)

### Épisode 8:Ça a commencé
- États-Unis : 19 novembre 2002 sur UPN
- France : 
  - 13 juin 2003 sur Série Club
  - 31 janvier 2004 sur M6

- Anthony Stewart Head (Rupert Giles)
- Robinne Lee (Charlotte)
- Rob Nagle (Robson)

### Épisode 9:Le Sceau de Danzalthar
- États-Unis : 26 novembre 2002 sur UPN
- France : 
  - 20 juin 2003 sur Série Club
  - 31 janvier 2004 sur M6

- Danny Strong (Jonathan Levinson)
- Adam Busch (Warren Mears)
- Tom Lenk (Andrew Wells)
- Harris Yulin (Quentin Travers)
- D. B. Woodside (Robin Wood)
- Cynthia Lamontagne (Lydia)
- Oliver Muirhead (Philip)
- Kris Iyer (Nigel)

### Épisode 10:L'Aube du dernier jour
- États-Unis : 17 décembre 2002 sur UPN
- France : 
  - 20 juin 2003 sur Série Club
  - 7 février 2004 sur M6

- Anthony Stewart Head (Rupert Giles)
- Kristine Sutherland (Joyce Summers)
- D. B. Woodside (Robin Wood)
- Tom Lenk (Andrew Wells)
- Iyari Limon (Kennedy)
- Clara Bryant (Molly)
- Courtnee Draper (Annabelle)
- Juliet Landau (Drusilla)

### Épisode 11:Exercice de style
- États-Unis : 7 janvier 2003 sur UPN
- France : 
  - 27 juin 2003 sur Série Club
  - 7 février 2004 sur M6

- Anthony Stewart Head (Rupert Giles)
- Tom Lenk (Andrew Wells)
- Iyari Limon (Kennedy)
- Clara Bryant (Molly)
- Indigo (Rona)
- Amanda Fuller (Eve)

### Épisode 12:La Relève
- États-Unis : 21 janvier 2003 sur UPN
- France : 
  - 27 juin 2003 sur Série Club
  - 14 février 2004 sur M6

- Tom Lenk (Andrew Wells)
- Iyari Limon (Kennedy)
- Clara Bryant (Molly)
- Indigo (Rona)

### Épisode 13:Duel
- États-Unis : 4 février 2003 sur UPN
- France : 
  - 19 septembre 2003 sur Série Club
  - 14 février 2004 sur M6

- Anthony Stewart Head (Rupert Giles)
- Adam Busch (Warren Mears)
- Tom Lenk (Andrew Wells)
- Iyari Limon (Kennedy)
- Elizabeth Anne Allen (Amy Madison)
- Megalyn Echikunwoke (Vaughne)
- Riff Hutton (le général)

### Épisode 14:Rendez-vous dangereux
- États-Unis : 11 février 2003 sur UPN
- France : 
  - 19 septembre 2003 sur Série Club
  - 21 février 2004 sur M6

- Anthony Stewart Head (Rupert Giles)
- Ashanti (Lissa)
- Danny Strong (Jonathan Levinson)
- Tom Lenk (Andrew Wells)
- Iyari Limon (Kennedy)
- D. B. Woodside (Robin Wood)
- Sarah Hagan (Amanda)
- Kristy Wu (Chao-Ahn)
- K.D. Aubert (Nikki Wood)

### Épisode 15:Retour aux sources
- États-Unis : 18 février 2003 sur UPN
- France : 
  - 26 septembre 2003 sur Série Club
  - 21 février 2004 sur M6

- Tom Lenk (Andrew Wells)
- Iyari Limon (Kennedy)
- D. B. Woodside (Robin Wood)
- Sarah Hagan (Amanda)
- Kristy Wu (Chao-Ahn)
- Clara Bryant (Molly)
- Indigo (Rona)
- Lalaine (Chloé)

### Épisode 16:Sous influence
- États-Unis : 25 février 2003 sur UPN
- France : 
  - 26 septembre 2003 sur Série Club
  - 28 février 2004 sur M6

- Adam Busch (Warren Mears)
- Tom Lenk (Andrew Wells)
- Danny Strong (Jonathan Levinson)
- Iyari Limon (Kennedy)
- Sarah Hagan (Amanda)
- Indigo (Rona)
- D. B. Woodside (Robin Wood)

- Dernière apparition de Danny Strong qui interprétait le rôle de Jonathan Levinson.
- Départ de la distribution récurrente, et définitif, de l'acteur Adam Busch qui interprétait le rôle de Warren Mears, principal antagoniste de la saison 6, depuis la cinquième saison.

### Épisode 17:Un lourd passé
- États-Unis : 25 mars 2003 sur UPN
- France : 
  - 3 octobre 2003 sur Série Club
  - 28 février 2004 sur M6

- Anthony Stewart Head (Rupert Giles)
- D. B. Woodside (Robin Wood)
- Tom Lenk (Andrew Wells)
- Juliet Landau (Drusilla)
- Iyari Limon (Kennedy)
- Indigo (Rona)
- Caroline Lagerfelt (Anne)
- K.D. Aubert (Nikki Wood)

### Épisode 18:L'Armée des ombres
- États-Unis : 15 avril 2003 sur UPN
- France : 
  - 3 octobre 2003 sur Série Club
  - 6 mars 2004 sur M6

- Anthony Stewart Head (Rupert Giles)
- Eliza Dushku (Faith)
- D. B. Woodside (Robin Wood)
- Tom Lenk (Andrew Wells)
- Iyari Limon (Kennedy)
- Sarah Hagan (Amanda)
- Nathan Fillion (Caleb)
- Indigo (Rona)
- Kristy Wu (Chao-Ahn)
- Clara Bryant (Molly)

### Épisode 19:La Fronde
- États-Unis : 29 avril 2003 sur UPN
- France : 
  - 10 octobre 2003 sur Série Club
  - 6 mars 2004 sur M6

- Anthony Stewart Head (Rupert Giles)
- Eliza Dushku (Faith)
- Nathan Fillion (Caleb)
- Tom Lenk (Andrew Wells)
- Iyari Limon (Kennedy)
- Indigo (Rona)
- Sarah Hagan (Amanda)
- Kristy Wu (Chao-Ahn)
- D. B. Woodside (Robin Wood)

### Épisode 20:Contre-attaque
- États-Unis : 6 mai 2003 sur UPN
- France : 
  - 10 octobre 2003 sur Série Club
  - 13 mars 2004 sur M6

- Eliza Dushku (Faith)
- Anthony Stewart Head (Rupert Giles)
- Nathan Fillion (Caleb)
- Tom Lenk (Andrew Wells)
- Iyari Limon (Kennedy)
- Sarah Hagan (Amanda)
- D. B. Woodside (Robin Wood)
- Harry Groener (Richard Wilkins)

### Épisode 21:La Fin des temps, partie 1
- États-Unis : 13 mai 2003 sur UPN
- France : 
  - 17 octobre 2003 sur Série Club
  - 13 mars 2004 sur M6

- Anthony Stewart Head (Rupert Giles)
- David Boreanaz (Angel)
- Eliza Dushku (Faith)
- Tom Lenk (Andrew Wells)
- Iyari Limon (Kennedy)
- Sarah Hagan (Amanda)
- Nathan Fillion (Caleb)
- Christine Healy (la Gardienne)

### Épisode 22:La Fin des temps, partie 2
- États-Unis : 20 mai 2003 sur UPN
- France : 
  - 17 octobre 2003 sur Série Club
  - 13 mars 2004 sur M6

- Anthony Stewart Head (Rupert Giles)
- D. B. Woodside (Robin Wood)
- Eliza Dushku (Faith)
- David Boreanaz (Angel)
- Tom Lenk (Andrew Wells)
- Iyari Limon (Kennedy)
- Sarah Hagan (Amanda)
- Nathan Fillion (Caleb)
- Indigo (Rona)

## Analyse
Le thème de la saison est le pouvoir, et le pouvoir féminin en particulier. Plusieurs épisodes évoquent le coût du pouvoir, ses sources, la façon dont on le transmet et comment on peut le partager. Buffy est souvent au centre de ce thème mais les autres personnages y sont également confrontés ; ainsi, Willow doit apprendre à affronter ses pouvoirs magiques pour réussir à les dominer, Dawn doit accepter le fait de renoncer au pouvoir dans l'épisode La Relève, et Alex, dont le pouvoir est défini comme celui de voir les choses avec plus de discernement que les autres dans ce même épisode, est, plus tard dans la saison, éborgné par Caleb, ce qui n'est pas un hasard, tout comme n'est pas un hasard le fait que ce dernier, misogyne de la pire espèce qui dénie tout pouvoir aux femmes, soit l'antagoniste principal de la fin de la saison.

## DVD
La saison 7 en DVD se présente sous la forme d'un coffret de 6 DVD comprenant les 22 épisodes de la saison ainsi que les versions commentées des épisodes suivants :
- Rédemption commenté par Joss Whedon et David Solomon
- Crise d'identité commenté par Drew Goddard et David Solomon
- Connivences commenté par Jane Espenson, Drew Goddard, Nick Marck, Danny Strong et Tom Lenk
- Duel commenté par Drew Z. Greenberg et David Solomon
- Un lourd passé commenté par David Fury, Drew Goddard, James Marsters et D. B. Woodside
- L'Armée des ombres commenté par Drew Goddard et Nicholas Brendon
- La Fin des temps, partie 2 commenté par Joss Whedon

Parmi les autres bonus se trouvent un bêtisier ainsi que plusieurs documentaires sur :
- les fans de la série
- l'ensemble de la saison
- une analyse de la série par des spécialistes
- les Tueuses Potentielles
- les 10 épisodes préférés de Joss Whedon
- la soirée de fin de tournage